# 大網城
大網城（おおあみじょう）は、千葉県大網白里市にあった戦国時代の日本の城（平山城）。

## 歴史・沿革
板倉氏が築いたとされる。同じ大網白里市にある本國寺の裏手の墓地に、現在も続く板倉氏歴代の墓所がある。

### 遺構
大網城のあった丘は、明治時代にJR東金線の線路敷設の際に切り崩され、二つに分断されたため多くの遺構が失われている。